# Valerii Macrițchii
Valerii Macrițchii (13 febbraio 1996) è un calciatore moldavo, difensore svincolato.

## Biografia
È fratello gemello del calciatore Andrei Macrițchii.

## Palmarès

### Club

#### Competizioni nazionali
- Supercoppa di Moldavia: 2

Sheriff Tiraspol: 2013, 2015
- Campionato moldavo: 2

Sheriff Tiraspol: 2013-2014, 2015-2016
- Coppa di Moldavia: 1

Sheriff Tiraspol: 2014-2015